# Răbdarea timpului
Răbdarea timpului (1965) este un roman science fiction scris de John Brunner.

## Intriga
Acțiunea romanului se petrece la câteva secole în viitor, într-o lume care pare să-și fi rezolvat majoritatea problemelor și care a uitat ce înseamnă violența și războiul. Omenirea a descoperit zborul interstelar, a colonizat două planete - Solaris și Viridis - și a stabilit relații comerciale cu șase rase extraterestre care nu cunosc călătoria spațială.
Roald Vincent este un tânăr talentat care lucrează pentru agenția diplomatică pământeană, Biroul Relațiilor Culturale, care se ocupă atât de coloniile pământene, cât și de culturile extraterestre. Deoarece este destul de leneș, Roald este foarte mulțumit să lucreze liniștit în sectorul afacerilor culturale.
Evenimentele se precipită în momentul în care un aparat de zbor care transportă un extraterestru important se prăbușește, iar responsabilitatea pentru catastrofă pare să aparțină unei sinistre organizații rasiste. Vincent se trezește la conducerea investigațiilor și, în cele din urmă, reușește să facă legătura între atentat și mișcarea de independență a uneia dintre cele două colonii pământene.

## Opinii critice
Mark L. Olson apreciază povestea "liniștită, simplă, care curge într-o singură direcție și o face foarte bine", regretând faptul că "Brunner a încercat să devină un Scriitor Serios, ținând cont că a produs cândva o nestemată ca aceasta".
Pe de altă parte, Vladimir Colin consideră că Răbdarea timpului "nu se ridică la valoarea marilor romane amintite", dar "depășește condiția de simplu "roman de acțiune" datorită implicațiilor".

## Traduceri în limba română
- 1981 - Răbdarea timpului, Ed. Univers, Colecția Romanelor Științifico Fantastice, nr. 10, traducere Vladimir Colin și I. Pascal, 192 pag.
- 1994 - Răbdarea timpului, Ed. Nemira, Colecția "Nautilus" nr. 41, traducere Vladimir Colin și I. Pascal, 200 pag., ISBN 973-569-022-5
- 2006 - Răbdarea timpului, Ed. Nemira, Colecția "Nautilus", traducere Vladimir Colin și I. Pascal, 192 pag., ISBN 973-569-875-7